# Irréprochable
Irréprochable (exhibida con el título original en España, como Impecable en Hispanoamérica) es una película francesa de 2016 dirigida por Sébastien Marnier.

## Argumento
Después de haber sido despedida de su trabajo, Constance se enfrenta a problemas de carácter económico. Sin ninguna otra opción, y al enterarse de que en la pequeña agencia inmobiliaria donde empezó su carrera hay una vacante, decide llamar a su antiguo jefe. Para su sorpresa, él le dice que ya encontró a alguien, pero ella está convencida de que finalmente va a conseguir el trabajo debido a su experiencia.

## Reparto
- Marina Foïs como Constance.
- Jérémie Elkaïm como Philippe.
- Joséphine Japy como Audrey.
- Benjamin Biolay como Gilles.
- Jean-Luc Vincent como Alain.
- Jeanne Rosa como Nathalie.
- Véronique Ruggia Saura como abogada.

## Premios y nominaciones
- 2017: Premios César: Nominada a Mejor actriz (Marina Fois)